# Walter Voigtländer
Walter Voigtländer (* 3. April 1904 in Chemnitz; † unbekannt) war ein deutscher Pädagoge und Mitarbeiter des Reichserziehungsministeriums.
Voigtländer besuchte eine Oberrealschule in Chemnitz bis 1923 und wurde Volksschullehrer am Pädagogischen Institut Dresden der TH Dresden. Von 1926 bis 1928 arbeitete er im sächsischen Schuldienst, dann studierte er an der TH Dresden Pädagogik, Psychologie und Philosophie und wurde Assistent beim Nationalsozialisten Alfred Baeumler. Er promovierte bei ihm 1931 an der TH Dresden über den Geschichtsunterricht, besonders über die Begriffe Volk und Staat. Dabei kritisierte er Wilhelm Diltheys Auffassung von Gemeinschaft vor allem mit den Argumenten von Otto Westphal. Das NSDAP-Mitglied (ab 1. Mai 1933) erhielt im August 1933 einen Lehrauftrag am Pädagogischen Institut Dresden. Ab 1934 arbeitete er im Reichserziehungsministerium (neben Albert Holfelder), wo er 1935 Hauptreferent und 1940 Ministerialrat mit Zuständigkeit für die Hochschule für Lehrerbildung im Reichserziehungsministerium, Amt für Wissenschaft, wurde. Ab 1935 war er zusätzlich Professor an der Hochschule für Lehrerbildung Frankfurt (Oder). Im November 1933 unterzeichnete er das Bekenntnis der Professoren an den deutschen Universitäten und Hochschulen zu Adolf Hitler. 1934 wurde er SS-Mitglied (1938 Obersturmführer).

## Schriften (Auswahl)
- Geschichtliche Bildung, staatsbürgerliche Belehrung, politische Erziehung. Die Theorie der Geschichte und des Geschichtsunterrichts in der neuidealistischen Pädagogik. Diesterweg, Frankfurt am Main 1934 (teilweise zugleich (überarbeitet): Dresden, Technische Hochschule, Dissertation, 1931: Die Begriffe „Volk“ und „Staat“ in den neueren Theorien über Geschichte und Geschichtsunterricht.).
- Geschichte und Erziehung. Grundlagen des politischen Geschichtsunterrichts. Beltz, Langensalza u. a. 1934 (mehrere Auflagen).
- Der Volksschullehrer. Herausgegeben vom Akademischen Auskunftsamt Berlin in Verbindung mit dem Amt für Berufserziehung und Betriebsführung in der Deutschen Arbeitsfront.  Lehrmittelzentrale des Amtes für Berufserziehung und Betriebsführung in der Deutschen Arbeitsfront u. a., Berlin 1938.
- Geschichtsplan – Geschichtsbuch – Geschichtslehrer. In: Moritz Edelmann (Hrsg.) Vorträge der Dritten Reichstagung des NS-Lehrerbundes für Geschichte in Eger vom 30. März bis 3. April 1939 (= Vergangenheit und Gegenwart. Ergänzungs-Heft 11, ZDB-ID 201572-9). Teubner, Leipzig u. a. 1939.